# Montmain, Côte-d'Or
Montmain är en kommun i departementet Côte-d'Or i regionen Bourgogne-Franche-Comté i östra Frankrike. Kommunen ligger i kantonen Seurre som tillhör arrondissementet Beaune. År 2022 hade Montmain 139 invånare.

## Befolkningsutveckling
Antalet invånare i kommunen Montmain
Referens:INSEE